# Кркуж
Кркуж (итал. Chercus) је насељено место у континенталном делу Истарске жупаније у Републици Хрватској. Административно је у саставу Града Бузета.

## Становништво
Према задњем попису становништва из 2001. године у насељу Кркуж живела су 13 становника који су живели у 2 породична домаћинства.
Кретање броја становника по пописима 1857—2001.
| година пописа  | 1857. | 1869. | 1880. | 1890. | 1900. | 1910. | 1921. | 1931. | 1948. | 1953. | 1961. | 1971. | 1981. | 1991. | 2001. |
| бр. становника | 276   | 299   | 275   | 166   | 169   | 198   | 0     | 0     | 85    | 80    | 62    | 44    | 31    | 29    | 13    |

Напомена: Од 1869. до 1900. исказивано под именом Херкуш, а од 1910. до 1981. под именом Кркуш. У 1921. и 1931. подаци су садржани у насељу Роч. У 1857. и 1869. садржи податке за насеље Компањ, а од 1857. до 1880. податке за насеље Станица Роч те део података за насеље Горња Нугла.